# Hans Grugger
Johann "Hans" Grugger nació el 13 de diciembre de 1981 en Bad Hofgastein (Austria), es un esquiador que tiene 4 victorias en la Copa del Mundo de Esquí Alpino (con un total de 9 podiums).

## Resultados

### Juegos Olímpicos de Invierno
- 2010 en Vancouver, Canadá
  - Descenso: 22.º

### Campeonatos Mundiales
- 2005 en Bormio, Italia
  - Descenso: 9.º

### Copa del Mundo

#### Clasificación general Copa del Mundo
- 2003-2004: 28.º
- 2004-2005: 10.º
- 2005-2006: 31.º
- 2006-2007: 30.º
- 2009-2010: 50.º
- 2010-2011: 88.º

#### Clasificación por disciplinas (Top-10)
- 2004-2005:
  - Descenso: 5.º

#### Victorias en la Copa del Mundo (4)

##### Descenso (2)
| Fecha                   | Lugar    |
| ----------------------- | -------- |
| 29 de diciembre de 2004 | Bormio   |
| 8 de enero de 2005      | Chamonix |

##### Super Gigante (2)
| Fecha                   | Lugar       |
| ----------------------- | ----------- |
| 16 de diciembre de 2005 | Val Gardena |
| 11 de marzo de 2007     | Kvitfjell   |